# Admiralty Island
Admiralty Island is een eiland in de Amerikaanse deelstaat Alaska. Het is het op zes na grootste eiland van de Verenigde Staten.

## geografie
Admiralty Island ligt voor de kust van de Alaska Panhandle en is onderdeel van de Alexanderarchipel in de Grote Oceaan. Het eiland heeft een oppervlakte van 4.363 km² en heeft met een lengte van 154 kilometer en breedte tot 48 kilometer door zijn vele inhammen toch niet minder dan 1.091 kilometer kustlijn. Admiralty Island telt 650 inwoners, voornamelijk in of rond Angoon, de enige nederzetting op het eiland. 
Ten westen van Admiralty Island ligt de Chatham Strait met aan de overzijde Chichagof Island in het westen en Baranof Island in het zuidwesten. Aan het noordwestelijk uiteinde ligt het Lynn Canal. Ten noorden van het eiland ligt de Saginaw Channel dat het eiland scheidt van het veel kleinere Shelter Island. In het oosten wordt het eiland begrensd door de Stephens Passage met aan de overzijde Douglas Island en het vasteland van Alaska. In het zuiden ligt de Frederick Sound met aan de overzijde Kupreanof Island en Kuiu Island.

## Fauna en flora
Het grootste deel van Admiralty Island (4.127 km²) bestaat uit het Admiralty Island National Monument, een beschermd natuurgebied. Op het eiland leven bijzonder veel bruine beren, naast een grote kolonie van Amerikaanse zeearenden.